# Sears
A Sears, Roebuck and Company, mais conhecida como Sears, é uma empresa comercial proprietária de uma rede de lojas de departamentos americana sediada na cidade de Chicago, no estado americano de Illinois. 

## História
Foi fundada por Richard Warren Sears (1863-1914) e Alvah Curtis Roebuck em 1893 na cidade de Chicago. Richard Sears era um agente ferroviário e iniciou a sua atividade de comerciante vendendo relógios de bolso, a associação com o relojoeiro Alvah Roebuck deu início ao negócio de vendas por catálogos tendo sido a primeira loja de departamentos a fazer este tipo de vendas. Foi também a primeira primeira varejista a suprir praticamente de quase tudo, abrindo depois lojas de departamento em todo o país.
A melhor época da empresa aconteceu na década de 1960, quando assumiu a posição de maior varejista do mundo, sendo ultrapassada pela rede Walmart em 1991.

## Decadência

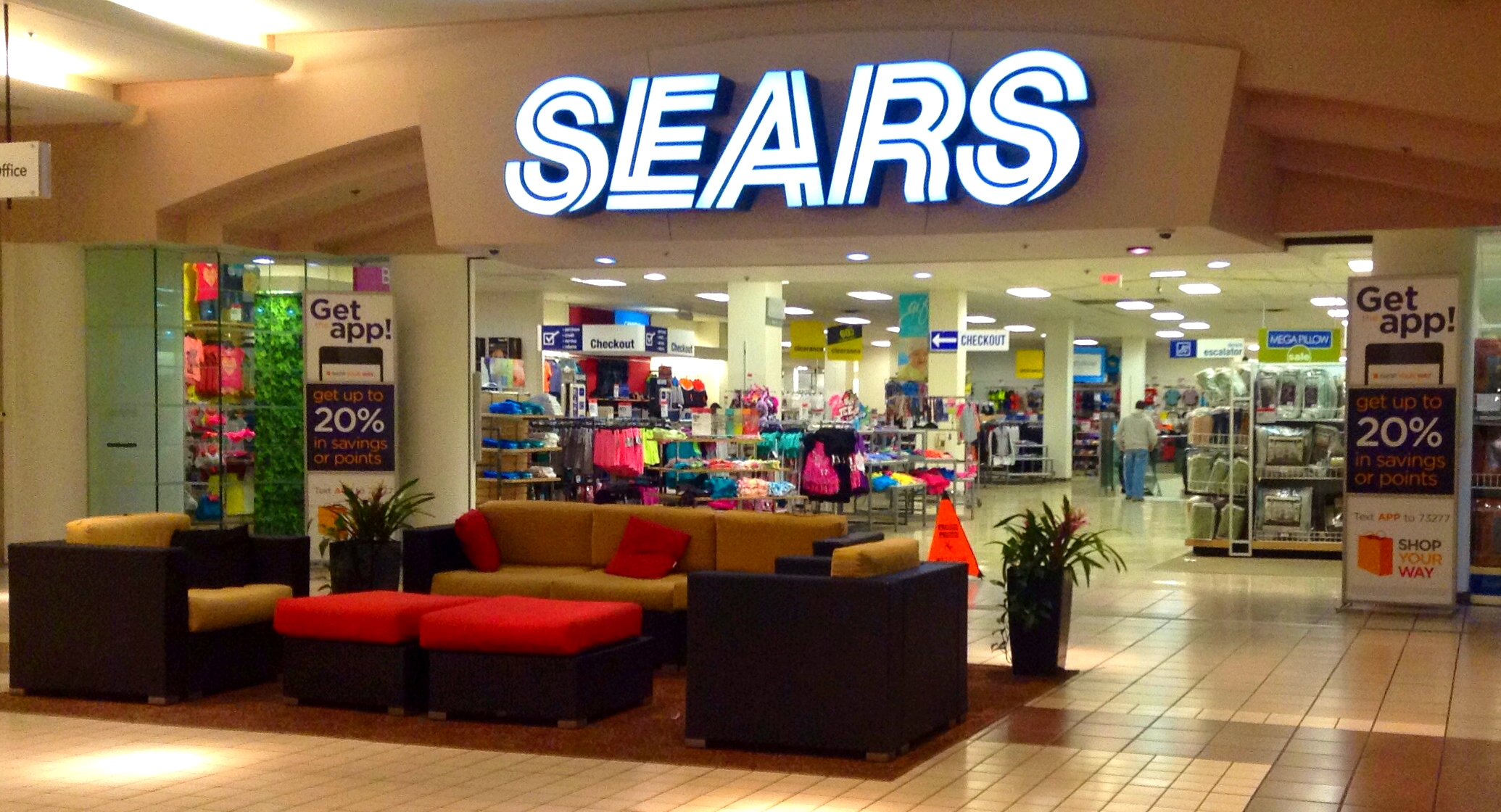
Acesso a uma loja Sears em 2014.

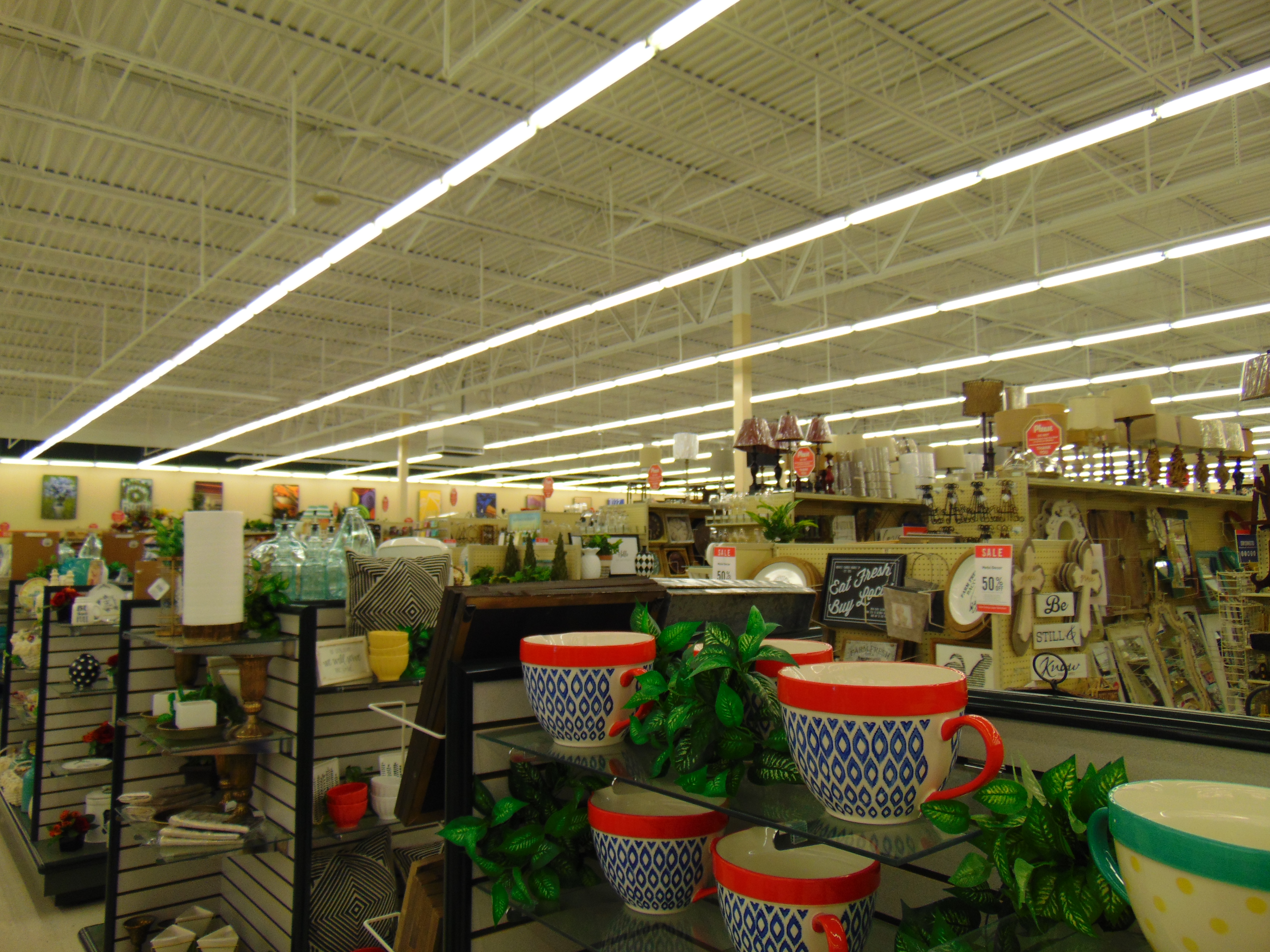
Área de comercialização de uma loja Sears em 2017.

A Sears fez parte do índice Dow Jones Industrial Average por 76 anos de janeiro de 1920 até ser removida em novembro de 1999. A empresa esteve listada no índice de ações S&P 500, desde a criação do índice em 1957 até setembro de 2012 quando deixou de ser considerada relevante para o índice financeiro. 
A rede comercial adquiriu no ano de 2005 a cadeia de lojas de departamento da Kmart e ambas as redes passaram a ser controladas pela Sears Holdings Corporation. Na época da fusão a nova empresa passou a administrar 3.500 lojas com uma venda anual de US$55 bilhões.
As dificuldades financeiras da empresa começaram com a crise econômica de 2008 e se agravaram com a perda de competitividade para as redes com maior presença nas vendas online que passaram a dominar o segmento de varejo onde atua a Sears.
As vendas da Sears caíram 60% desde o ano de 2010, último em que teve lucro. A empresa não conseguiu cumprir com o pagamento de 134 milhões de dólares previsto para 15 de outubro de 2018 e declarou falência.
A empresa passou por um processo de reorganização após a falência, fechando inclusive 142 lojas. As ações cotadas na Bolsa NASDAQ que valiam US$100 em 2008, passaram a valer US$1 no ano de 2017.

## Brasil
As lojas Sears chegaram ao Brasil em 1949 sendo inovadora no mercado varejista com uma ampla variedade de produtos, atuando em grandes cidades como São Paulo e Rio de Janeiro. O Mappin e Mesbla eram os principais concorrentes da época. Utilizou o slogan Satisfação garantida ou seu dinheiro de volta e a empresa foi líder de mercado até o início da década de 1980. Uma das lojas mais conhecidas estava localizada na Praça Oswaldo Cruz, no bairro Paraíso onde funcionava um salão de festas anexo conhecido como Blue Room, no local hoje funciona o Shopping Paulista. Outra loja muito procurada era a da Água Branca que em 1952 instalou a primeira escada rolante do Brasil.
Em 1983 o Grupo Malzoni e a holandesa Vendex adquiriram o controle acionário das 11 lojas da Sears no Brasil. Na década de 1990 as lojas passaram a ser do Mappin, e em alguns casos, shopping centers.

## Bibligrafia
- The Big Store: Inside the Crisis and Revolution at Sears Paperback, novembro de 1988, Donald R. Katz (em inglês)
- Sears, Roebuck, U.S.A.: The Great American Catalog Store and How It Grew Hardcover, novembro de 1977, Gordon L. Weil (em inglês)
- The 1942 Sears Christmas Book, Sears, Roebuck and Co., Ben B. Judd, Jr. (em inglês)